# John Jay Jackson senior
John Jay Jackson senior (* 13. Februar 1800 in Wood County, Virginia (heute West Virginia); † 1. Januar 1877 in Parkersburg, West Virginia) war ein US-amerikanischer Offizier in der United States Army, Jurist und Politiker.

## Werdegang
John Jay Jackson senior, Sohn von Frances Emelia Triplett und des US-Abgeordneten John George Jackson, verbrachte seine Jugend in Parkersburg. Seine Erziehung begann unter Dr. David Creel, der sich später in Chillicothe (Ohio) niederließ. Danach wurde er von Dr. Tower aus Clarksburg unterrichtet, der eine der besten Schulen in Virginia zu der damaligen Zeit leitete. Der junge Jackson war ein gelehriger Schüler, so dass er mit dreizehn Jahren am Washington College in Pennsylvania zugelassen wurde. Jackson blieb dort ein Jahr lang. Danach wurde er 1815 vom späteren US-Präsidenten James Monroe als Kadett an West Point berufen, wo er 1818 graduierte. Nachdem er sein Offizierspatent zum Second Lieutenant in der United States Army erhalten hatte, begab er sich zu seinem Artilleriekorps in Norfolk (Virginia), wo er bis Ende 1819 seinen Garnisonsdienst verrichtete. Danach wurde er zum 40. Infanterieregiment versetzt. Zwischen 1820 und 1821 verrichtete er seinen aktiven Dienst in Florida im Seminolenkrieg. Jackson wurde dann als Adjutant in den Regimentsstab in Montpelier (heute Blackshire, Alabama) versetzt. Er war dort sowie später in Pensacola Mitglied von Generalmajor Jacksons Stab. 1822 erhielt Jackson einen sechsmonatigen Urlaub, so dass er nach Parkersburg zurückkam. Um den 1. Januar 1823 gab er dann sein Offizierspatent zurück und widmete sich ab da einer juristischen Laufbahn.
Jackson schloss seinen Vorbereitungskurs ab und erhielt am 28. April 1823 seine Zulassung als Anwalt. Man ernannte ihn 1826 zum Staatsanwalt (engl. Prosecuting Attorney) am Amtsgericht von Wood County und 1830 zum Staatsanwalt am Superior Court von Wood County. Er hatte diese Stellung bis zu seinem Rücktritt 1852 inne. Ferner war er Staatsanwalt am Supreme Court von Ritchie County. Jackson entschied sich auch eine politische Laufbahn zu verfolgen. Er vertrat sechs Amtszeiten lang Wood County im Abgeordnetenhaus von Virginia. 1842 wurde er zum Brigadegeneral der 32. Milizbrigade von Virginia ernannt, einen Posten, den er bis zum Ausbruch des Bürgerkrieges innehatte. Jackson gehörte seiner politischen Ansichten nach der Schule von Clay und Webster, die dem Menschen die Fähigkeit zu Selbstregierung zugesteht. In diesem Zusammenhang nahm er 1861 als Delegierter an der sogenannten Wheeling Convention teil, in der die Gründung des Staates West Virginia beschlossen wurde. Dabei sprach er sich gegen die voreilige Sezession aus. Es war sein letzter öffentlicher Auftritt, obwohl er sich in verschiedenen Reden während und nach dem Krieg für Geduld und Aussöhnung aussprach.
Jackson war in jeder gemeinnützigen Unternehmung aktiv. Als die Baltimore and Ohio Railroad eine geeignete Route vom Potomac nach Ohio suchte, drängte er die erforderliche Legislatur und war einer der ersten und größten Spender, der Geldmittel für den Bau der Northwestern Virginia Railroad bereitstellte. In späteren Jahren verwendete er den größten Teil seiner Zeit und Geldmittel für die Erschließung des Little Kanawha Rivers. Jackson gründete dafür eine eigne Gesellschaft, die Schleusen und Dämme errichtete, um den Fluss über das ganze Jahr schiffbar zu machen. Darüber hinaus errichtete er die Second National Bank von Parkersburg, deren Präsident er auch war. Ferner war er zu unterschiedlichen Zeiten Mitglied im Gemeinderat und Bürgermeister der Stadt.

## Familie
Jackson war zweimal verheiratet. Er ehelichte am 29. Juni 1823 Emma G. Beeson (1800–1842), Tochter von Colonel Jacob Beeson. Das Paar hatte sieben gemeinsame Kinder:
- John J. Jackson Jr. (* 4. August 1824; † 1. September 1907), Bundesrichter am United States District Court for the Western District of Virginia, United States District Court for the District of West Virginia und United States District Court for the Northern District of West Virginia
- James Monroe Jackson (* 3. Dezember 1825; † 14. Februar 1901), US-Abgeordneter und Richter im fünften Gerichtsbezirk von West Virginia
- Eliza C. Jackson (* 22. Oktober 1827; † 7. März 1850)
- Jacob Beeson Jackson (* 6. April 1829; † 11. Dezember 1893), sechster Gouverneur von West Virginia
- America Jackson (* 2. Februar 1857)
- Emma Beeson Jackson (* 1841; † 1870)
- Annie E. Jackson (* 1842)

Nach dem Tod seiner ersten Ehefrau heiratete er am 17. Juli 1843 Jane Elizabeth Beeson Gardner (* ungefähr 1820). Das Paar hatte vier gemeinsame Kinder:
- Frances Belle Jackson (* ungefähr 1847)
- Henry Clay Jackson (* 30. September 1847; † August 1931)
- Columbia O. Jackson (* ungefähr 1853)
- Andrew Gardner Jackson (* März 1857)